# Косатий Олексій Миколайович
Косатий Олексій Миколайович (*8 листопада 1974, Тернопіль) — український художник, провідний дизайнер Львівського палацу мистецтв. Учасник обласних і всеукраїнських мистецьких виставок від 1996. Працює у стилі фігуративного контуризму. 
Випускник Національного університету «Львівська політехніка» (1997), однак обрав для себе творчий шлях. Мистецтву навчався приватно в Ореста Косаря, Сергія Кравченка, Ю. Тямушкіна. Член НСХУ (2005). Лауреат  міжнародної мистецької виставки «Високий Замок» (Львів, 2006) та премії імені Івана Труша (2014). Завдяки співпраці зі Львівським палацом мистецтв (принаймні з 2012 року), він не лише учасник виставок, але й брав участь в організації художніх салонів.
В його творчому доробку натюрморти, портрети й пейзажі, в т.ч. міські, виконані переважно олією на полотні, також є деяка кількість плакатів. Серед тем: побутові замальовки в українському селі та на природі, фольклорні, релігійні сцени, гумористичні малюнки та воєнна графіка.

Під час російського вторгнення в Україну Олексій Косатий був мобілізований до лав Збройних сил і водночас продовжив малювати, опанувавши фломастери. Персональну виставку його графіки «Лінія вогню. Фронтові замальовки» провів Львівський палац мистецтв у березні 2024. Його воєнні роботи були представлені на колективній виставці у Кракові і ще одна, персональна виставка планується в Польщі на літо 2024. Ольга Луковська прокоментувала його воєнні твори так:
У всіх склалося однакове враження, що Олексій у тих екстремальних умовах сильно виріс як художник. Зробити такі живописні речі, просто наклавши один фломастер на другий,– треба мати дуже великий хист.
Навесні 2024 року друкарня Зерцало опублікувала книгу Зиновія Филипчука «Вірші нескорених» з ілюстраціями Олексія Косатого.
Деякі його роботи зберігаються у Львівській галереї мистецтв і в Музеї історії культури Кам'янського (Дніпропетровської області).